# Grodzisk Wielkopolski (gmina)
Grodzisk Wielkopolski est une gmina mixte du powiat de Grodzisk Wielkopolski, Grande-Pologne, dans le centre-ouest de la Pologne. Son siège est la ville de Grodzisk Wielkopolski, qui se situe environ 42 km au sud-ouest de la capitale régionale Poznań.
La gmina couvre une superficie de 132,59 km2 pour une population de 19 296 habitants en 2011.

## Géographie

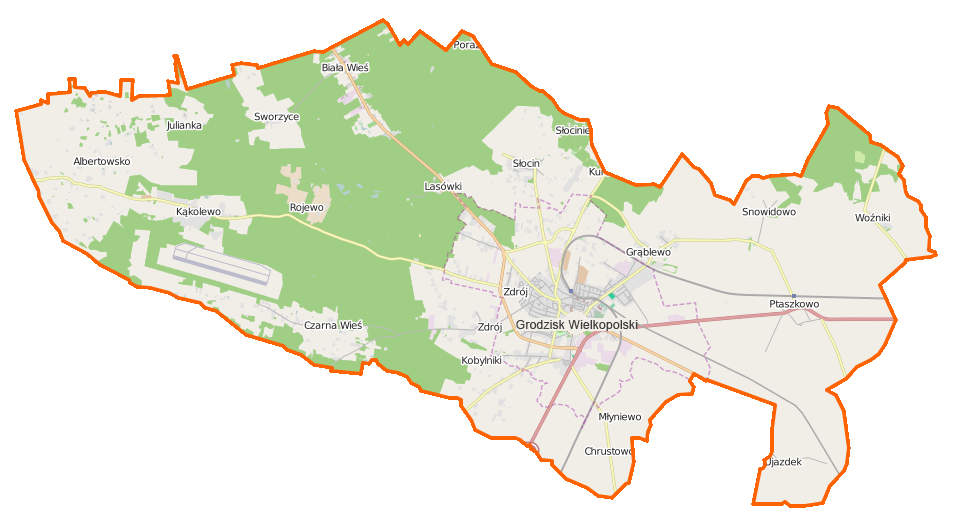
Plan de la gmina.

Outre le village de Grodzisk Wielkopolski, la gmina inclut les villages et les localités de:
- Albertowsko
- Biała Wieś
- Borzysław
- Chrustowo
- Czarna Wieś
- Grąblewo
- Kąkolewo
- Kobylniki
- Kurowo
- Lasówki
- Lulin
- Młyniewo
- Ptaszkowo
- Rojewo
- Słocin
- Snowidowo
- Sworzyce
- Woźniki
- Zdrój

### Gminy voisines
La gmina de Grodzisk Wielkopolski est bordée des gminy de :
- Granowo
- Kamieniec
- Nowy Tomyśl
- Opalenica
- Rakoniewice

## Structure du terrain
D'après les données de 2002, la superficie de la commune de Grodzisk Wielkopolski est de 132,59 km², répartis comme tel :
- terres agricoles : 59 %
- forêts : 31 %

La commune représente 20,89 % de la superficie du powiat.

## Démographie
Données du 30 juin 2004 :
| Description | Total  | Total | Femmes | Femmes | Hommes | Hommes |
| ----------- | ------ | ----- | ------ | ------ | ------ | ------ |
| Unité       | Nombre | %     | Nombre | %      | Nombre | %      |
| population  | 19 524 | 100   | 9 908  | 50,75  | 9 616  | 49,25  |
| Urbain      | 14 374 | 73,62 | 7 333  | 37,56  | 7 041  | 36,06  |
| Rural       | 5 150  | 26,38 | 2 575  | 13,19  | 2 575  | 13,19  |